# اونا مانسون
اونا مانسون (انگلیسی: Ona Munson؛ ۱۶ ژوئن ۱۹۰۳ – ۱۱ فوریهٔ ۱۹۵۵) هنرپیشه اهل ایالات متحده آمریکا بود. وی بین سال‌های ۱۹۲۸ تا ۱۹۵۳ میلادی فعالیت می‌کرد.
از فیلم‌هایی که وی در آن نقش داشته است، می‌توان به بر باد رفته و پایان پنج ستاره اشاره کرد.